# Martin de Barcos
Martin de Barcos (Bayona, 1600-1678) fue un teólogo francés de la escuela jansenista.
De Barcos era sobrino de Jean du Vergier de Hauranne, Abad de Saint-Cyran, quien lo envió a Bélgica para ser educado por Cornelius Jansen. Cuando regresó a Francia, trabajó como tutor del hijo de Robert Arnauld d'Andilly y más tarde, en 1644, sucedió a su tío en la abadía benedictina de Saint-Cyran-du-Jambot en Berry. Trabajó mucho en pro de la abadía: se construyeron nuevas dependencias y la biblioteca fue ampliada. A diferencia de la mayoría de los comendadores de su tiempo que casi nunca visitaban las abadías sobre las que tenían autoridad, Barcos se convirtió en un miembro activo de Saint-Cyran, fue ordenado sacerdote en 1647 y adoptó el estricto ascetismo predicado por la orden.
Sus afinidades con Vergier y Arnauld y, a través de ellos, con Port-Royal lo llevaron pronto a situarse al frente de los debates sobre el jansenismo. Colaboró con Vergier en Petrus Aurelius y con Arnauld en el libro sobre Frequent Communion.
En cuanto a sus propios tratados, algunos tienen que ver con la autoridad en la Iglesia y otros en la entonces muy tratada cuestión de la gracia y la predestinación. Al primer tema pertenecen De l'autorité de saint Pierre et de saint Paul (1645), Grandeur de l'Église de Rome qui repose sur l'autorité de saint Pierre et de saint Paul (1645) y Éclaircissements sur quelques objections que l'on a formées contre la grandeur de l'Église de Rome (1646). Estos tres libros fueron escritos para respaldar la afirmación sostenida en On Frequent Communion que decía que San Pedro y San Pablo eran las dos cabezas de la Iglesia Romana y que ambos eran uno. Esta teoría de una autoridad dual en la Iglesia, que implicaba una igualdan entre los dos Apóstoles, fue condenada por herética por el Papa Inocencio X, en 1674 (Denzinger, Enchiridion, 965).
Al segundo tipo de obras, pertenecen:
1. Una censura de la obra Praedestinatus (1644) de Jacques Sirmond.
2. Quae sit Sancti Augustini et doctrinae eius auctoritas in ecclesia? (1650), donde Barcos sostiene que una proposición que esté fundada con claridad en san Agustín puede ser aceptada y enseñada por entero al nivel de una bula papal. Por esta opinión, fue condenado por el papa Alejandro VIII en 1690 (Cf. Denzinger, no. 1187). Algunos críticos de los jansenistas afirmaban que estos ponían un énfasis excesivo en su interpretación de varios asertos de San Agustín.
3. Exposition de la foy de l'Église romaine touchant la grâce et la prédestination (1696), libro escrito a requerimiento del Obispo jansenista de Aleth, Nicolas Pavillon, y que puede verse como una exposición oficial de las ideas jansenistas. Fue condenado por la Congregación para la Doctrina de la Fe en 1697, y después otra vez en 1704, cuando fue publicado con la Instructions sur la grâce de Antoine Arnauld.